# DÖDOC
DÖDOC ist der Name eines gemeinsamen Vermessungsnetzes von Deutschland und Österreich, das in den 1970er Jahren mittels Dopplersatelliten gemessen wurde.
Das Akronym steht für Deutsch-Österreichische Doppler-Campagne und wurde in mehreren Teilkampagnen durchgeführt, bei der jeweils 6–7 Bodenstationen die NNSS-Satelliten über mehrere Tage lang gleichzeitig beobachteten. Die resultierende Genauigkeit dieses überregionalen Kontrollnetzes „nullter Ordnung“ stieg durch diesen gezielten Einsatz der Satellitengeodäsie von 1 bis 2 Meter pro 1000 km auf etwa 20 cm, was für die beiden Landesvermessungen einen wesentlich verbesserten Bezugsrahmen bedeutete.
Bei späteren Messkampagnen schloss sich auch die Schweiz dieser geodätischen Kooperation an. Führend tätig waren in dem Projekt Rudolf Sigl (TU München) und Karl Rinner (TU Graz); die Messtrupps und Dopplerempfänger wurden von einigen Hochschulinstituten und amtlichen Institutionen bereitgestellt.